# Stor bistekel
Stor bistekel (Gasteruption jaculator) är en stekelart som först beskrevs av Carl von Linné 1758.  Gasteruption jaculator ingår i släktet Gasteruption, och familjen bisteklar. Arten är reproducerande i Sverige.

## Bildgalleri

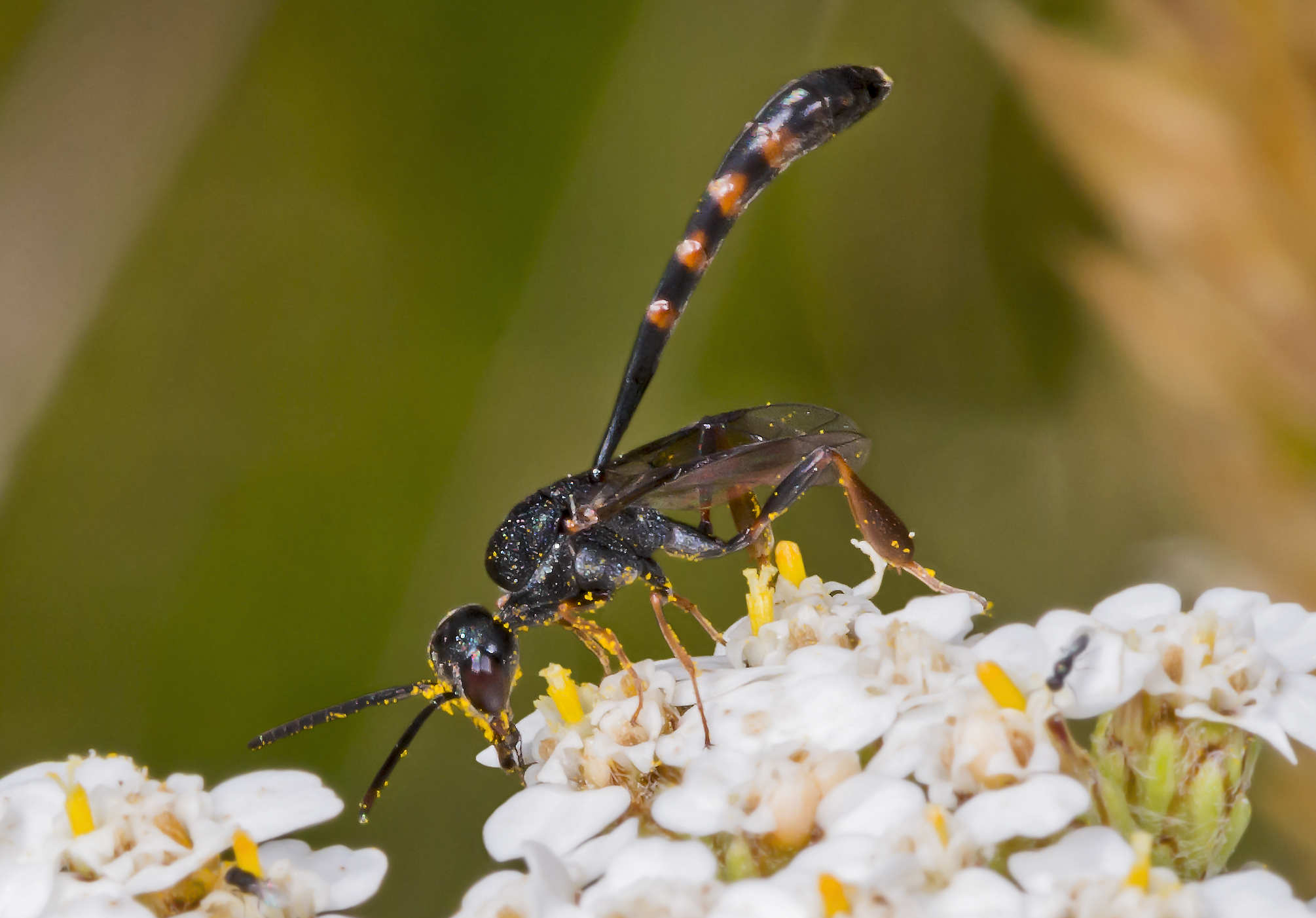
Hanne
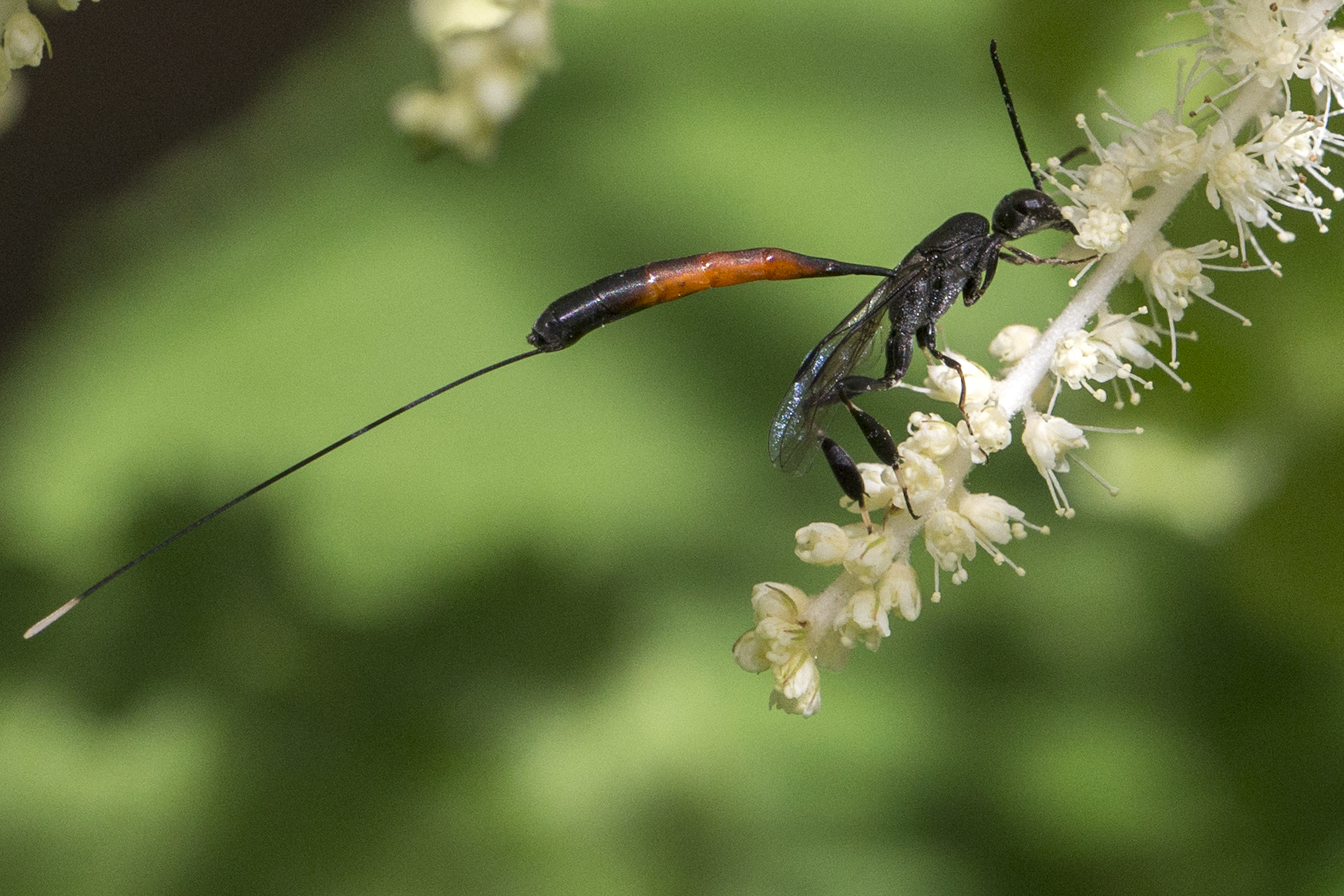